# Podnoszenie ciężarów na Letnich Igrzyskach Olimpijskich 1952 – waga ciężka mężczyzn
Rywalizacja w wadze ponad 90 kg mężczyzn w podnoszeniu ciężarów na Letnich Igrzyskach Olimpijskich 1952 odbyła się 27 lipca 1952 roku w hali Messuhalli. W rywalizacji wystartowało 13 zawodników z 11 krajów. Tytuł sprzed czterech lat obronił John Davis z USA, srebrny medal zdobył jego rodak – James Bradford, a trzecie miejsce zajął Humberto Selvetti z Argentyny.

## Wyniki
| Pozycja | Zawodnik             | Reprezentacja     | Waga   | Wyciskanie | Wyciskanie | Wyciskanie | Rwanie | Rwanie | Rwanie | Podrzut | Podrzut | Podrzut | Wynik |
| Pozycja | Zawodnik             | Reprezentacja     | Waga   | 1          | 2          | 3          | 1      | 2      | 3      | 1       | 2       | 3       | Wynik |
| ------- | -------------------- | ----------------- | ------ | ---------- | ---------- | ---------- | ------ | ------ | ------ | ------- | ------- | ------- | ----- |
| 1. !    | John Davis           | Stany Zjednoczone | 104,35 | 137,5      | 145,0      | 150,0      | 135,0  | 145,0  | -      | 165,0   | 182,5   | 182,5   | 460,0 |
| 2. !    | James Bradford       | Stany Zjednoczone | 109,80 | 132,5      | 140,0      | 142,5      | 125,0  | 130,0  | 132,5  | 155,0   | 160,0   | 165,0   | 437,5 |
| 3. !    | Humberto Selvetti    | Argentyna         | 127,25 | 135,0      | 145,0      | 150,0      | 115,0  | 120,0  | 120,0  | 150,0   | 157,5   | 162,5   | 432,5 |
| 4       | Heinz Schattner      | RFN               | 124,10 | 130,0      | 135,0      | 135,0      | 125,0  | 130,0  | 132,5  | 155,0   | 162,5   | 172,5   | 422,5 |
| 5       | Dave Baillie         | Kanada            | 120,90 | 137,5      | 145,0      | 147,5      | 117,5  | 117,5  | 122,5  | 152,5   | 160,0   | 160,0   | 420,0 |
| 6       | Norberto Ferreira    | Argentyna         | 129,50 | 135,0      | 140,0      | 142,5      | 115,0  | 115,0  | 115,0  | 145,0   | 150,0   | 155,0   | 410,0 |
| 7       | Harold Cleghorn      | Nowa Zelandia     | 109,35 | 130,0      | 130,0      | 135,0      | 117,5  | 122,5  | 122,5  | 152,5   | 157,5   | 157,5   | 400,0 |
| 8       | Franz Hölbl          | Austria           | 114,10 | 110,0      | 115,0      | 120,0      | 110,0  | 117,5  | 120,0  | 142,5   | 150,0   | 155,0   | 387,5 |
| 9       | Lage Andersson       | Szwecja           | 114,40 | 120,0      | 125,0      | 130,0      | 105,0  | 105,0  | 110,0  | 140,0   | 145,0   | 150,0   | 380,0 |
| 10      | Adelfino Mancinelli  | Włochy            | 120,00 | 122,5      | 127,5      | 130,0      | 105,0  | 110,0  | 110,0  | 135,0   | 140,0   | 145,0   | 372,5 |
| 11      | Eino Mäkinen         | Finlandia         | 99,40  | 102,5      | 107,5      | 110,0      | 105,0  | 110,0  | 115,0  | 140,0   | 147,5   | 152,5   | 367,5 |
| 12      | Valdemar de Silveira | Brazylia          | 105,80 | 112,5      | 117,5      | 117,5      | 110,0  | 115,0  | 115,0  | 140,0   | 145,0   | 145,0   | 362,5 |
| -       | Bram Charité         | Holandia          | 102,25 | 110,0      | 115,0      | 120,0      | -      | -      | -      | -       | -       | -       | 115,0 |